# Rudolf Staudinger
Rudolf Staudinger (* 4. März 1923 in Schwanenstadt; † 7. April 1995 in Wels) war österreichischer Unternehmer und Politiker (ÖVP).
Nach Abschluss der Handelsschule war Staudinger zuerst Büroangestellter (1939–1942), ab 1945 selbständiger Lebensmittelgroßhändler in Schwanenstadt. Ab dem Jahr 1960 war er geschäftsführender Gesellschafter der Lebensmittelgroßhandlung A & O Handelszentrum Oberösterreich GmbH, anschließend gewerblicher Direktor der SPAR-Zweigniederlassung Marchtrenk. Ihm wurde der Titel Kommerzialrat verliehen.
Seine politische Karriere begann 1955 als Mitglied des Gemeinderates von Schwanenstadt. Von 1959 bis 1995 war er Bürgermeister der Stadt. Ab 1945 war er Mitglied des Bundesausschusses Handel des Österreichischen Wirtschaftsbundes, von 1975 an Bezirksparteiobmann der ÖVP Vöcklabruck. In der Kammer der gewerblichen Wirtschaft hatte er ab 1960 verschiedene Funktionen inne, ab 1964 war er etwa Kammerrat für Oberösterreich. 1971 wurde er Vizepräsident des Österreichischen Gemeindebundes, 1972 schließlich Obmann des Bundesausschusses Handel des Österreichischen Wirtschaftsbundes.
Er war von 1962 bis 1990 Abgeordneter zum Nationalrat in insgesamt neun Legislaturperioden (IX.-XVII.).